# Célula principal
Célula principal é um tipo de célula no estômago que libera pepsinogênio e lipase.